# Сталь, Людмила Николаевна
Людмила Николаевна Сталь (при рождении — Лея Фроимовна Заславская; 2 (14) марта 1872, Екатеринослав — 23 апреля 1939, Москва) — деятель революционного движения в России и международного женского движения. Член РСДРП с 1897 года.

## Биография
Родилась в семье фабриканта Фроима Абрамовича Заславского. В революционном движении с 1890 года. Вела партийную работу в Петербурге, Одессе, Курске, Москве, Екатеринославе, была членом местных комитетов РСДРП. Неоднократно арестовывалась и ссылалась.
С 1907 года — в эмиграции; работала в большевистской секции в Париже, во французской социалистической партии. В 1912—1914 годах сотрудничала в газете «Правда», была членом редколлегии журнала «Работница». После Февральской революции 1917 — агитатор Петербургского комитета РСДРП(б). Участвовала в работе 7-й (Апрельской) Всероссийской конференции РСДРП(б); с августа — в Кронштадте, член Президиума комитета РСДРП(б) и Исполкома Совета. В 1918—1920 годах — на политпросветработе в Красной Армии, член Уфимского, Вятского губкомов РКП(б).
С 1920 года — заведующая отделом работниц Кавказского бюро РКП(б), член Международного женского секретариата Исполкома Коминтерна (1921‒1923), сотрудник отдела работниц ЦК РКП(б), заведующая отделом массовой литературы для работниц и крестьянок в Госиздате; одновременно с 1924 года — редактор журнала «Коммунистка». С 1928 года — на научной работе в Музее Революции СССР. Делегат VIII и XVI съездов РКП/ВКП(б).
Скончалась 23 апреля 1939 года, похоронена в Москве на Новодевичьем кладбище. Колумбарий, 2 секция (старая территория кладбища).

## Награды
- Орден Ленина

## Сочинения
- Две коммуны. — Вятка, 1919;
- Что дал работнице и крестьянке 1905 год. — М.—Л., 1926;
- Год за тюремной решёткой. — М.—Л., 1926;
- Чему учил В. И. Ленин работниц и крестьянок (1926);
- Печать и женское коммунистическое движение (1927);
- Работницы и крестьянки о Ленине (1928);
- Н. К. Крупская: Очерк жизни и деятельности. — М., 1928;
- Мария Ершова // Ершова М. Наши дни. — М.-Л., 1928. — С. 3-4;
- Работать по-новому, по-революционному (1929);
- Комсомол на экзамене коллективизации (1929) — в соавт.;
- Перед великим пятым годом (1930);
- Выполним заветы Ленина на культурном фронте (1930);
- Работница и крестьянка в культпоходе (1931);
- Итоги и перспективы работы ОДН (1931);
- В Сибирь и обратно // Путь к Октябрю: Сб. воспоминаний, статей и документов. Вып. 5. — М.—Л., 1926. — С. 231—246;
- Работа парижской секции большевиков среди француз. работниц в 1914—1916 гг. // Борьба классов. — 1934. — № 9. — С. 17-24;
- Вождь Октября // Воспоминания о В. И. Ленине. В 5 т. — Т. 3. — М., 1969. — С. 112—114.